# مینتا دارفی
مینتا دارفی (انگلیسی: Minta Durfee؛ ‏زاده ۱ اکتبر ۱۸۸۹ - درگذشت ۹ سپتامبر ۱۹۷۵) بازیگر اهل ایالات متحده آمریکا بود. وی بین سال‌های ۱۹۱۳ تا ۱۹۷۱ میلادی فعالیت می‌کرد.

## بخشی از فیلم‌شناسی
- چاقالو در سن دیگو (۱۹۱۳)
- روز تعطیلی چاقالو (۱۹۱۳)
- چاقالو پلیس می‌شود (۱۹۱۳)
- عشوه‌گری چاقالو (۱۹۱۳)
- شراب (۱۹۱۳)
- یک عروسی کوچک بی‌سروصدا (۱۹۱۳)
- خواهرزاده‌هایش[۱] (۱۹۱۳)
- امرار معاش (۱۹۱۴) (در عنوان‌بندی نیامده)
- تانگو تانگل (۱۹۱۴)
- یک قهرمان بی‌عرضه (۱۹۱۴)
- یک آزمون دشوار به‌تعویق‌افتاده (۱۹۱۴)
- روز عروسی ربه‌کا (۱۹۱۴)
- اشتباه یک لاس‌زن (۱۹۱۴)
- به‌دنبال لیزی استری (۱۹۱۴)
- بخت عاشقان (۱۹۱۴)
- سگ شناگر ماهر (۱۹۱۴)
- معاون کلانتر (۱۹۱۴)
- گامی نادرست (۱۹۱۴)
- عشق ستمکار (۱۹۱۴)
- جایی که هیزل با تبهکار روبرو شد (۱۹۱۴)
- شاگرد ستاره (۱۹۱۴)
- بیست دقیقه عشق (۱۹۱۴)
- گرفتار در کاباره (۱۹۱۴) (در عنوان‌بندی نیامده)
- آژیر (۱۹۱۴)
- ضربه فنی (۱۹۱۴) (در عنوان‌بندی نیامده)
- دزد آسمان (۱۹۱۴)
- آن روزهای خوش (۱۹۱۴)
- مبدل‌پوش (۱۹۱۴)
- حرفه تازه او (۱۹۱۴)
- قماربازان (۱۹۱۴)
- فیلم جانی (۱۹۱۴)
- دفتر پست عشاق (۱۹۱۴)
- عشق جریحه‌دارشده تیلی (۱۹۱۴) (در عنوان‌بندی نیامده)[۱]
- ماشین‌سواری میبل (۱۹۱۴)
- قهقه‌های مینی و چاقالو (۱۹۱۴)
- آغاز کار چاقالو (۱۹۱۴)
- هدیه چاقالو (۱۹۱۴)
- فرجام چاقالو (۱۹۱۴)
- باز هم چاقالو (۱۹۱۴)
- چاقالو و وارثه (۱۹۱۴)
- شراب مهمانی چاقالو (۱۹۱۴) (در عنوان‌بندی نیامده)
- شلوار جادویی چاقالو (۱۹۱۴)
- چاقالو و میبل در نمایشگاه سن دیگو (۱۹۱۵) (در عنوان‌بندی نیامده)[۱]
- چاقالو و ستارگان برادوی (۱۹۱۵)
- سقوط چاقالوی بی‌وفا (۱۹۱۵)
- سگ وفادار چاقالو (۱۹۱۵)
- آشنایی اتفاقی چاقالو (۱۹۱۵)
- عشق‌بازی زودگذر و بی‌پروای چاقالو (۱۹۱۵)
- میبل، چاقالو و قانون(۱۹۱۵)
- وقتی عشق پرواز می‌کند (۱۹۱۵)
- آن حلقه کوچک طلا (۱۹۱۵)
- کلاهبرداران دادگاه (۱۹۱۵)
- رسوایی دهکده (۱۹۱۵)
- اشتباهات همسرش (۱۹۱۶)
- مرد دیگر (۱۹۱۶)
- ماریتای بدجنس (۱۹۳۵) (در عنوان‌بندی نیامده)
- شیطان و خانم جونز (۱۹۴۱) (در عنوان‌بندی نیامده)[۱]
- چه سرسبز بود دره من (۱۹۴۱) (در عنوان‌بندی نیامده)
- دور دنیا در هشتاد روز (۱۹۵۶)  (در عنوان‌بندی نیامده)
- عشق‌بازی به‌یادماندنی (۱۹۵۷) (در عنوان‌بندی نیامده)
- ماهیگیر بزرگ (۱۹۵۹) (در عنوان‌بندی نیامده)
- کافر محبوب (۱۹۵۹) (در عنوان‌بندی نیامده)[۱]
- دنیای دیوانه، دیوانه، دیوانه، دیوانه (۱۹۶۳)[۲] (در عنوان‌بندی نیامده)
- مالی براونی که غرق‌شدنی نیست (۱۹۶۴) (در عنوان‌بندی نیامده)
- شکایت پورتنوی (۱۹۷۲)[۱]